# Beuk de ballen uit de boom
Beuk de ballen uit de boom is een lied van de Nederlandse feestact Snollebollekes. Het werd in 2020 als single uitgebracht.

## Achtergrond
Beuk de ballen uit de boom is geschreven door Maurice Huismans en Jurjen Gofers. Het is een kerstlied dat verschillende bekende kinder (kerst)liedjes samplet. Onder andere Potje met vet, Deck the Halls, Zie, de maan schijnt door de bomen en Jingle Bells komen in het lied voorbij. In het lied worden verschillende "kersttradities" op een ironische/cynische manier besproken. In de bijbehorende videoclip worden verschillende verschillende gebeurtenissen die in het lied worden bezongen uitgebeeld door Rob Kemps, als verschillende typetjes uit het lied. Het lied werd veel geluisterd; het kwam bij uitbrengen bovenaan de iTunes-lijst terecht en stond op de tweede plaats van de trending lijst van YouTube.

## Hitnoteringen
De feestact had met Beuk de ballen uit de boom een kleine hit te pakken. In de Nederlandse Top 40 kwam het tot de 33e plaats en stond het twee weken in de lijst. De piekpositie in de Nederlandse Single Top 100 was de 55e plek. Het was zes weken in deze hitlijst te vinden. Er was geen notering in de Vlaamse Ultratop 50, maar kwam wel tot de 45e positie van de Ultratop 100.